# Ruine Lichtenburg

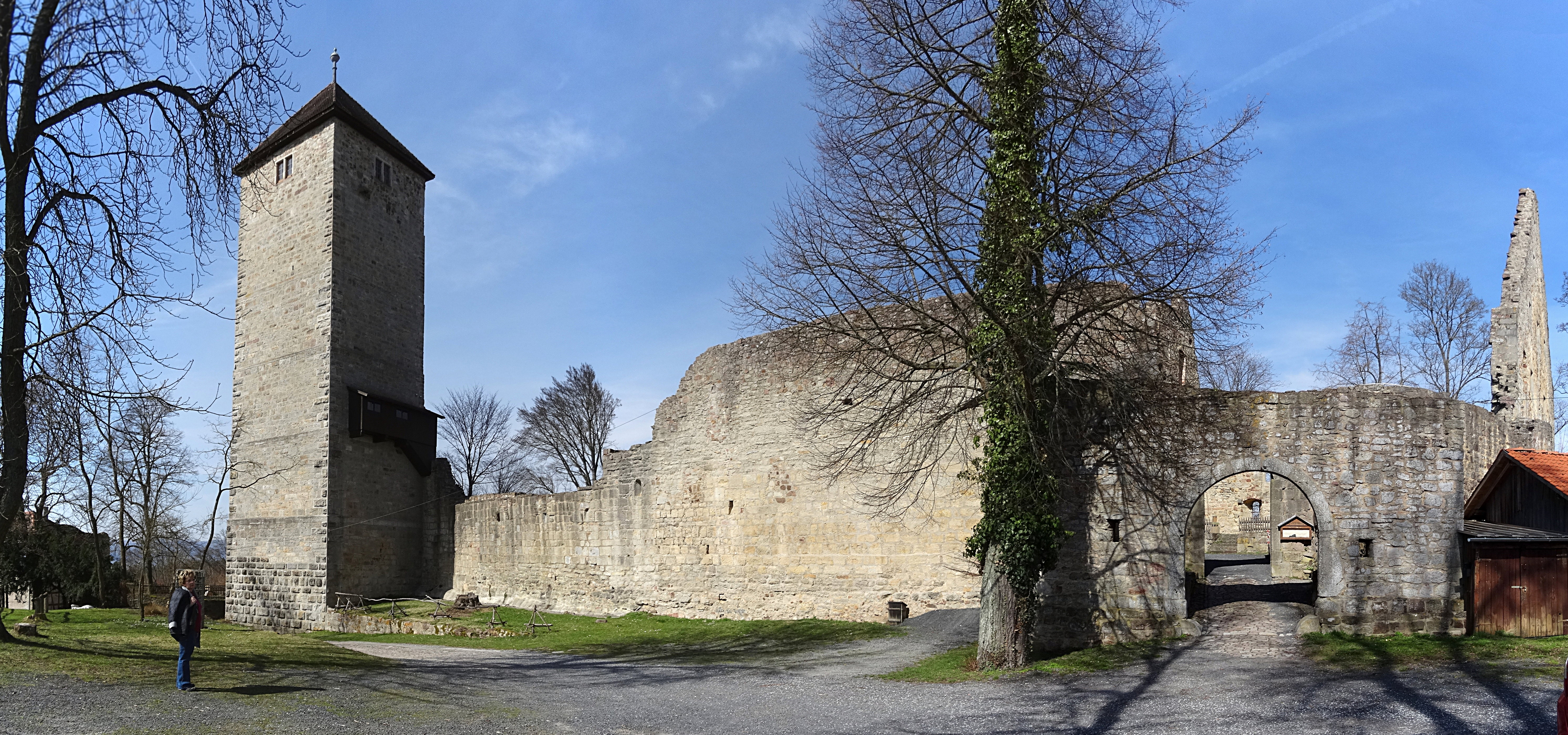
Die Lichtenburg bei Ostheim vor der Rhön

Die Lichtenburg ist die Ruine einer Höhenburg auf dem 481,6 m ü. NHN hohen Schloßberg nördlich von Ostheim vor der Rhön in Bayern. Sie ist zugleich  ein Gemeindeteil der Stadt Ostheim vor der Rhön im Landkreis Rhön-Grabfeld (Unterfranken, Bayern).

## Geschichte
Die erste urkundliche Erwähnung der Burg stammt aus dem Jahr 1161; damals befand sie sich im Besitz einer Nebenlinie der Grafen von Henneberg. Der Gründer der Burg dürfte Heinrich I. von Henneberg-Irmelshausen gewesen sein, der bedeutendste Burgherr der Minnedichter Otto I. von Henneberg-Botenlauben. Als Ministerialen der Henneberger saßen die Marschalk von Ostheim auf der Burg.
1230 wurde die Lichtenburg in einer Verkaufsurkunde als Castrum bezeichnet. Der Fuldaer Abt Heinrich VI. ließ die Burg 1315 besser befestigen und den Bergfried errichten. Ab dieser Zeit wurde das Amt Lichtenberg von der Lichtenburg aus verwaltet und beschützt. Um die Mitte des 14. Jahrhunderts kam die Burg wieder in den Besitz der Henneberger, diesmal des Familienzweiges Henneberg-Römhild, später in sächsischen Besitz. Der Bauernkrieg brachte im 16. Jahrhundert größere Zerstörungen, ein Wiederaufbau erfolgte aber rasch. Der letzte Amtmann, Friedrich Sebastian von Stein, verließ die Burg im Jahr 1680. Die Verwaltung des Amts Lichtenberg erfolgte von nun an von Ostheim aus und die Lichtenburg verlor als Amtssitz an Bedeutung.
In der gleichen Zeit, 1671/1672, wurde sie jedoch nochmals für kurze Zeit für militärische Zwecke gerüstet. Während des Reichskriegs gegen Frankreich erhielt sie ein eisenbeschlagenes Tor und neue Wallanlagen. 1719 wurde sie endgültig verlassen und sollte abgebrochen werden.
Carl August von Weimar erwarb die Anlage, und Ernst August von Sachsen-Weimar-Eisenach ließ in der Mitte des 18. Jahrhunderts Restaurierungsarbeiten an dem verfallenden Bauwerk ausführen, die jedoch 1744 wieder eingestellt wurden. Ab 1811 diente die Anlage gar als Steinbruch der Ostheimer und war wieder der Zerstörung preisgegeben. In zwei Schritten, 1819 und 1843, kaufte die damalige Regierung die Überreste auf. Ein Verein zur Erhaltung der Burg und zur Verschönerung ihrer Umgebung nahm sich der Lichtenburg an.

## Heutige Nutzung
Neben einem Restaurantbetrieb zieht der Aussichtsturm der Ruine Besucher an. Der Rittersaal der Burg kann für Veranstaltungen gemietet werden.

## Beschreibung
Die Lichtenburg wird von einer umfangreichen Wallanlage umschlossen. Ein gepflasterter Zufahrtsweg führt zu dem Tor samt Torhaus. Dieser Teil der Anlage stammt aus der Zeit der Renaissance; ursprünglich dürfte sich hier eine Zugbrücke befunden haben. Der Bergfried, der bis in eine Höhe von 28 Meter Originalmauerwerk aufweist, wurde zu einem Aussichtsturm mit Plattform und Überdachung ausgebaut. Mit über 31 Meter Gesamthöhe ist er der höchste Bergfried der Rhön. Mit Vorburg, extra befestigter Hauptburg, Palas, Kemenate, Stall und Kapelle zeigt die Lichtenburg noch Züge einer Ritterburg.

## Bilder

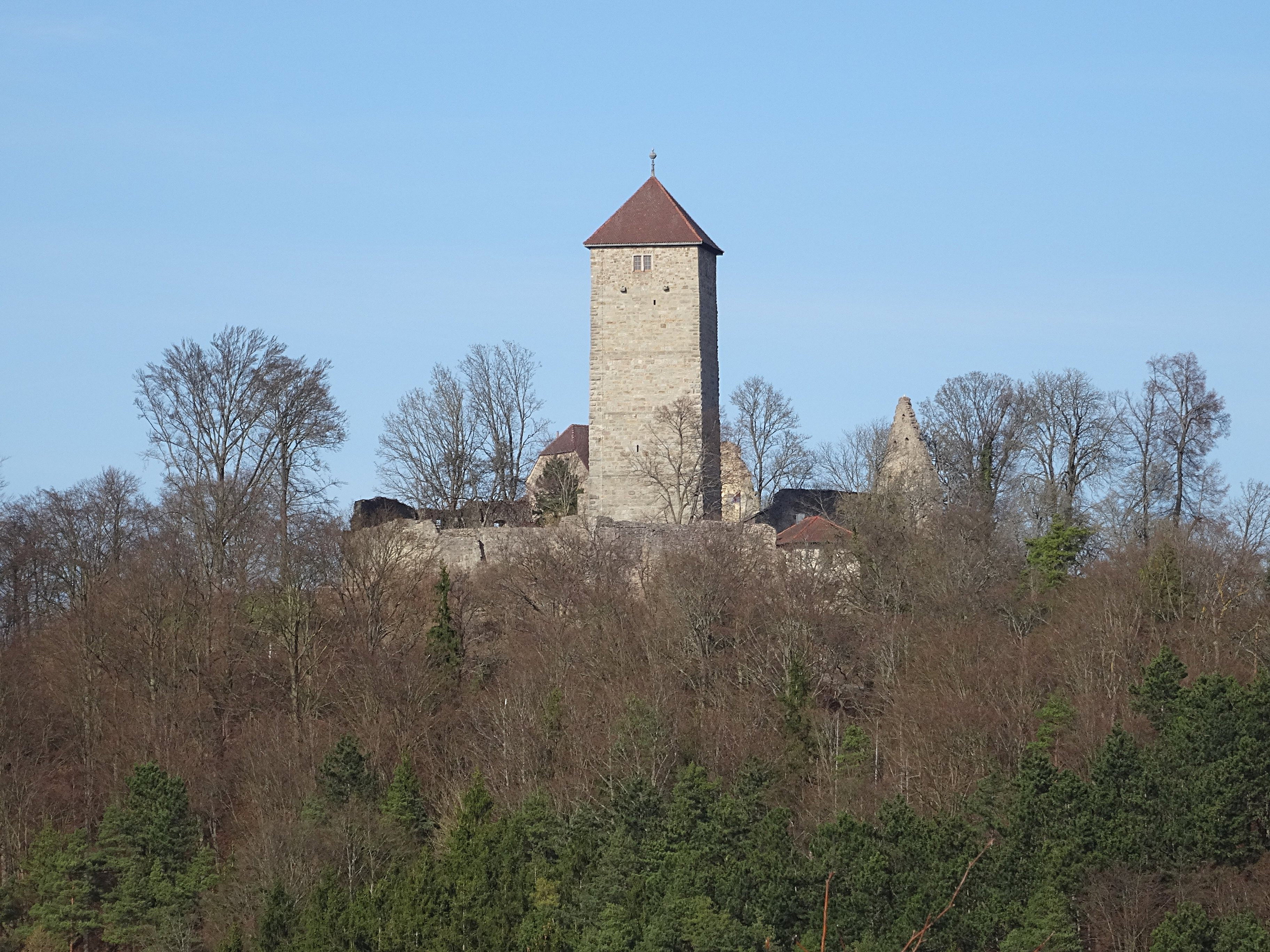
Blick vom Rauenstein zur Lichtenburg
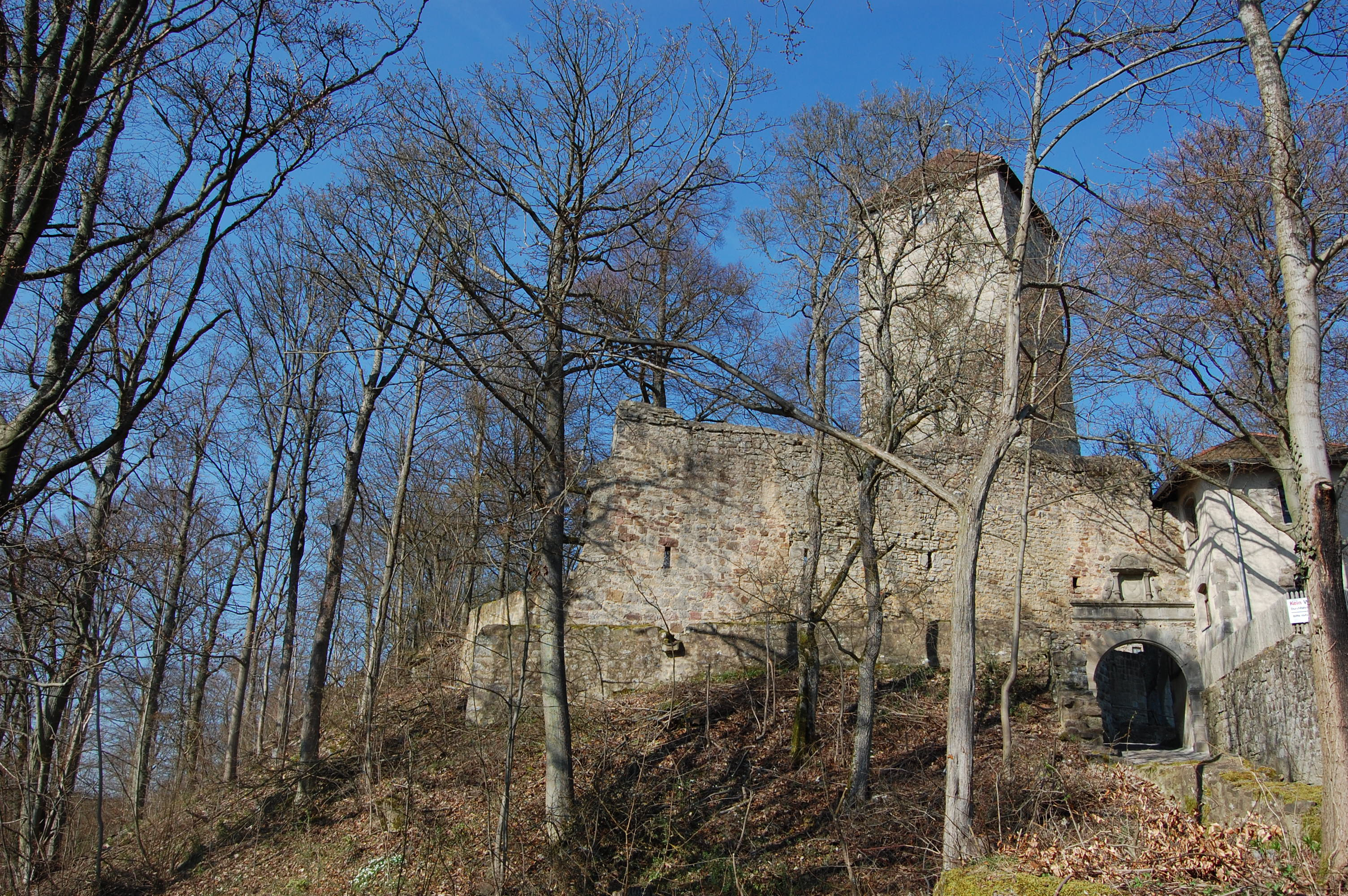
Tor zur Vorburg mit Bergfried (2011)
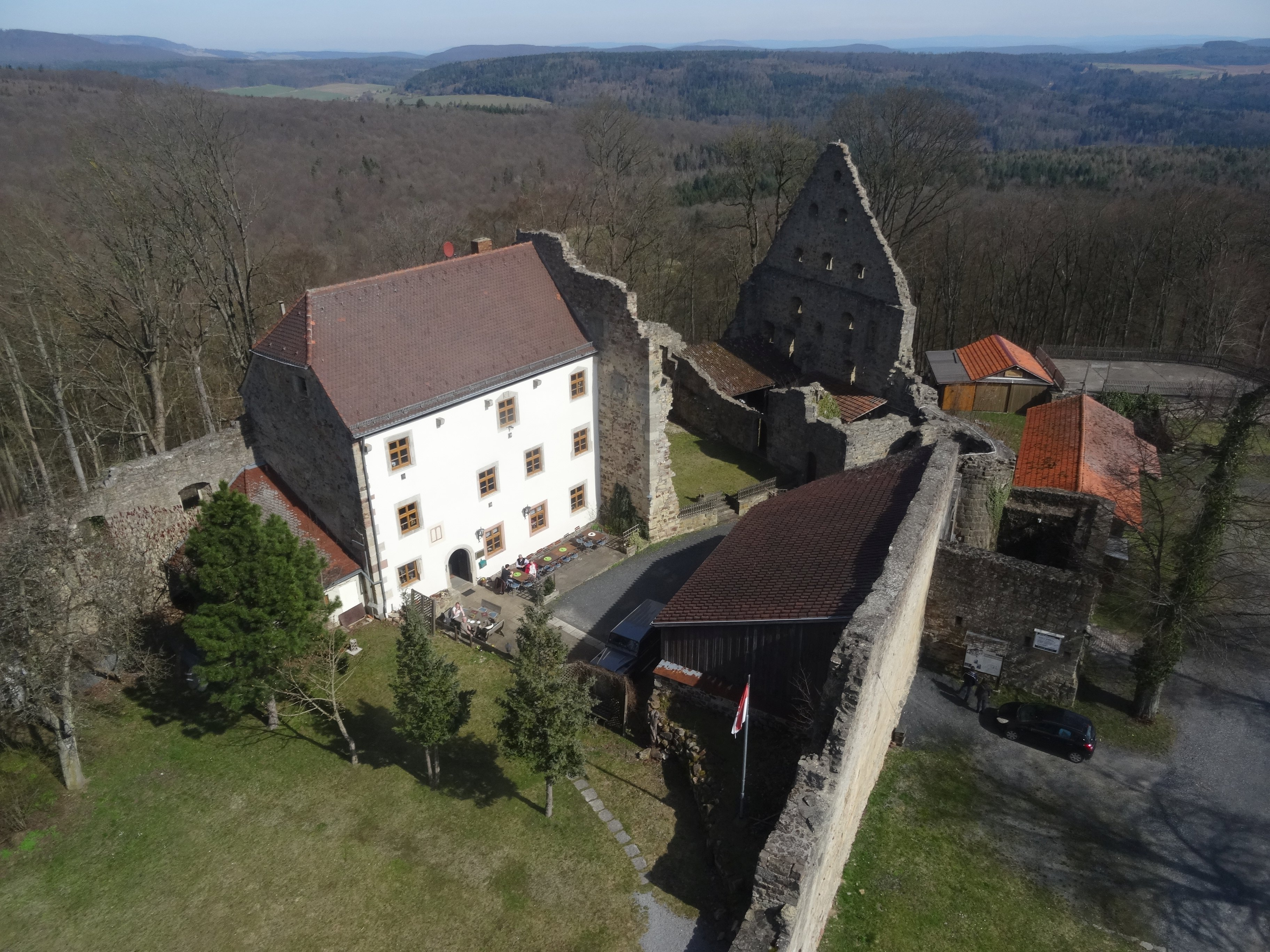
Burgruine (2017)
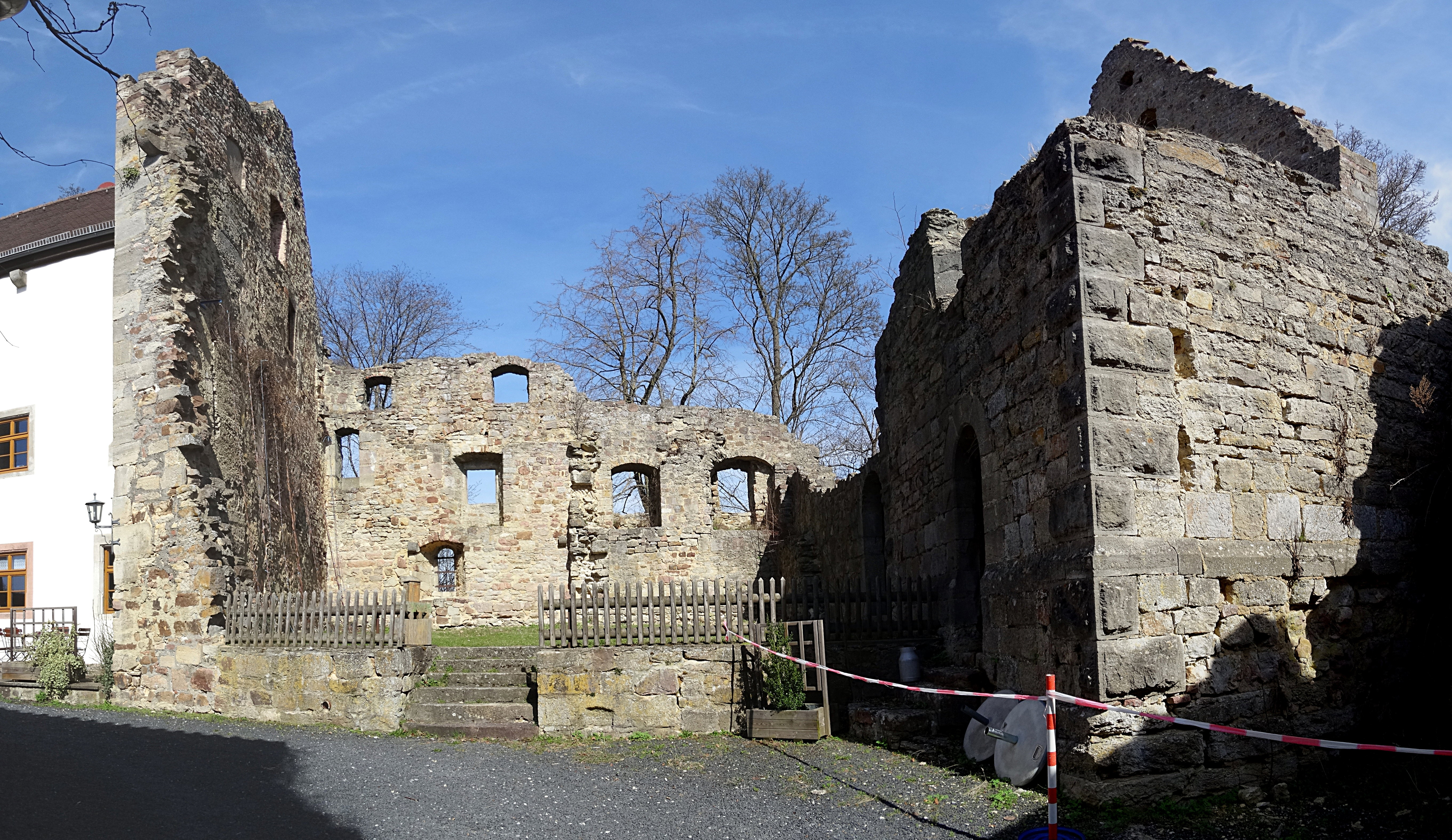
Palas mit Resten einer Kapelle (2017)

## Trivia
Der Bergfried der Lichtenburg ist Schauplatz des Romans Der Turm von Uwe Müller.